# Blan
Blan és un municipi francès, situat al departament del Tarn i a la regió d'Occitània.

## Demografia
| 1962                                       | 1968 | 1975 | 1982 | 1990 | 1999 | 2007 |
| ------------------------------------------ | ---- | ---- | ---- | ---- | ---- | ---- |
| 414                                        | 434  | 515  | 608  | 737  | 749  | 922  |
| Des de 1962: població sense dobles comptes |      |      |      |      |      |      |

## Administració
| Període   | Identitat              | Partit |
| --------- | ---------------------- | ------ |
| 1988-2001 | Louis Latger           | RPR    |
| 2001-2008 | Martine Languillon     |        |
| 2008-     | Jean Claude De Bortoli | PCF    |